# ほしのあきら
ほしの あきら（1948年－）は、日本の映画監督、映像作家、美術家、和太鼓奏者。元多摩美術大学造形表現学部映像演劇学科教授。群馬県勢多郡大胡町出身。

## 略歴
- 1948年 － 群馬に生まれる。
- 1967年 － 多摩芸術学園入学。在学中、脚本家である高橋辰雄に師事。同級生らとの自主制作をきっかけに、以降、数多くの実験映画・個人映画を手掛けるようになる[2]。
- 1970年 － 神山昇、伊東哲男、高島文雄らとともに映像作家集団ハイロ（後に「上映集団ハイロ」と改名）を結成。碑文谷のライブスペース、APIA40[注釈 1]を拠点に現在まで活動継続。
- 1973年 － 多摩芸術学園映画学科助手を経て、同学専任講師に就任。
- 1979年 － OFF THEATER FILM FESTIVAL '79（翌年より「ぴあフィルムフェスティバル」に改名）審査員担当。以後、1986年まで歴任[3]。
- 1980年 － 東京映像芸術学院非常勤講師に就任。（2006年まで）
- 1982年 － 多摩芸術学園映画学科助教授に就任。
- 1993年 － 多摩美術大学二部芸術学科助教授に就任。
- 1996年 － 和太鼓集団「冬のどどんが団」結成[4]。
- 2001年 － 多摩美術大学造形表現学部映像演劇学科教授に就任。
- 2013年 － 多摩美術大学造形表現学部映像演劇学科学科長に就任。（2017年まで）

## 主な作品

### 映画・映像作品
- 『絆』（1967, 8㎜, b&w, 3 min）
- 『別離』（1967, 16㎜, b&w, 1 min）
- 『ガニ股番外地～望郷篇』(1968, 8㎜, b&w, 10 min)
- 『アイウエオ』（1969, 16㎜, b&w, 15 min）
- 『さようなら月光仮面』(1969, 8㎜, b&w+color, 12 min)
- 『死と夜明け』(1970, 8㎜, b&w+color, 30 min)
- 『皮膚を灼かれるように泣き叫ぶ少年の聲』(1970, 8㎜, b&w, 30 min)
- 『ガニ股番外地～歩道橋篇』(1971, 8㎜, b&w, 4 min)
- 『日本海のかたつむり』(1971, 8㎜, b&w, 12 min)
- 『やっぱり猫』(1972, 8㎜, b&w+color, 21 min)
- 『おりじ』(1972, 16㎜, b&w, 20 min)
- 『インド』(1972, 8㎜, color, 3 min)
- 『異邦人の部屋』(1972, 8㎜, color, 3 min)
- 『会－あい』(1973, 8㎜, color, 3 min)
- 『I am that I am……』(1973, 8㎜, color, 10 min)
- 『めいどもいせる』(1973, 8㎜, b&w+color, 45 min)
- 『Have a nice day』(1974, 8㎜, b&w+color, 27 min)
- 『あひるとべない』(1975, 8㎜, b&w+color, 30 min)
- 『ザンバラ～映像の精霊は彷徨う』(1976, 8㎜, b&w+color, 7 min)
- 『WALK・WORK』(1976, 8㎜, b&w+color, 20 min)
- 『訃⾳～寒い秋、上州で婦人が死んだと』(1977, 8㎜, b&w+color, 20 min)
- 『ケチャック』(1977, 8㎜, color, 20 min)
- 『SOLUSION』(1977, 8㎜, color, 3 min)
- 『FIX』(1977, 8㎜, color, 3 min)
- 『短編集』(1978, 8㎜, b&w+color, 30 min)
- 『FLAME』(1978, 8㎜, color, 30 min)
- 『風』(1979, 8㎜, b&w+color, 15 min)
- 『憑影』(1980, 8㎜, b&w/color, 22 min)
- 『雑念』(1981, 8㎜, color, 7 min)
- 『きのうゆき』(1982, 8㎜, color, 30 min)
- 『憑影II』(1983, 8㎜, b&w+color, 17 min)
- 『きゃからばあ』(1984, 8㎜, b&w+color 28 min)
- 『悲しき街角』(1985, 8㎜, b&w+color, 30 min)
- 『ある朝、犬』(1986, 8㎜, color, 80 min)
- 『うらやまし春』(1986, 8㎜, b&w+color, 32 min)
- 『訃音』(1987, 8㎜, b&w+color, 22 min)
- 『ここにもコーモリ』(1987, 8㎜, color, 120 min)
- 『お別れする時』(1987, 8㎜, color, 35 min)
- 『ケチャックⅡ』(1988, 8㎜, color, 18 min)
- 『FIX TONE』(1989, 8㎜, color, 16 min)
- 『背中でしな子』(1989, 8㎜, color, 180 min)
- 『追憶エクタクローム』(1991, 8㎜, color, 3 min)
- 『夜の眼』(1991, 8㎜, color, 9 min)
- 『くすんでもらせん』(1992, 16㎜, color, 30 min)
- 『FIX TONEⅡ』(1991, 8㎜, color, 23 min)
- 『あけくれて春』(1992, 8㎜, color, 41 min)
- 『していたキンタ』(1993, 16㎜, color, 56 min)
- 『ちょっと前の話』(1994, 8㎜, color, 35 min)
- 『まどろむ前の』(1996, 8㎜, color, 37 min)
- 『空の影』(1998, 8㎜, color, 30 min)
- 『閉じた眼』(1999, 8㎜, color, 27 min)
- 『じっと窓から』(2000, 8㎜, color, 32 min)
- 『いつもいつも』(2001, 8㎜, color, 30 min)
- 『こずえ渡り』(2006, 8㎜, color, 37 min)
- 『手が消える』(2007, 8㎜, color, 30 min)
- 『後ろ影が聞こえる』(2008, 8㎜, color, 30 min)
- 『嘘過ぎる』(2009, 8㎜, color, 25 min)
- 『誰かがいる、誰かがいる、誰かがいる』(2010, 8㎜, color, 27 min)
- 『行方不明』(2011, 8㎜, color, 25 min)
- 『目を開ける』(2012, 8㎜, color, 30 min)
- 『通り過ぎ』(2013, 8㎜, color, 30 min)
- 『ふるると』(2014, 8㎜, color, 35 min)
- 『冬戯－ふゆざれ－』(2015, 8㎜, color, 26 min)
- 『宵闇ユラリ窓の内』(2015, 16mm, color, 7 min)
- 『闇景さんざめき』(2016, 8㎜, color, 16 min)
- 『ふいに舞う』(2017, 8㎜＆16mm, color, 15 min)
- 『じゃれじゃれ』(2018, 未現像8㎜＆16mm, 15 min)
- 『がさな影』(2019, 未現像㎜＆16mm, 14 min)
- 『１１秒　まにまに』(2020, 未現像8㎜, 16 min)
- 『ひび』(2020, 未現像8㎜, 11 min)
- 『断片一』(2022, 未現像8㎜, 2 min)
- 『断片二』(2022, 8mm, color, 8 min)

### インスタレーション
- 『紙シリーズ１～３』（1979－1981年）
- 『鏡映像』（1982年）
- 『地球との対話シリーズ～空』（1993年）
- 『地球との対話シリーズ～風の鼓動』（1995年）
- 『カラザ』（1997年）
- 『polly ～日没までの』（1999年）

### 演劇
- 『悪い奴は誰だ』（1968年）
- 『ハイライト20本』（1971年）
- 『帰って来た忠犬ハチ公』（1976年）
- 『犬の記憶』（1985年）

## 著書
- 『フィルム・メーキング: 個人映画制作入門』（フィルム・アート社、1975年）
- 『映像技術解体』（株式会社keysjapan、2023年）[5]